# Acer Predator
Acer Predator — лінійка високопродуктивних комп’ютерів, ноутбуків, моніторів та ігрової периферії, створена компанією Acer Inc. для задоволення потреб геймерів і професіоналів у сфері комп’ютерних ігор. Вперше бренд Predator було представлено у 2008 році, і з того часу він став синонімом потужності, інновацій та агресивного дизайну, орієнтованого на максимальну продуктивність. 

## Історія
Поява бренду Acer Predator стала відповіддю на стрімке зростання ринку геймерських пристроїв. У 2008 році компанія представила свої перші настільні комп’ютери серії Predator, які відзначалися не лише технічними характеристиками, а й характерним футуристичним дизайном з яскравими акцентами. У наступні роки бренд розширився до ноутбуків, дисплеїв та ігрових аксесуарів. 
Особливого розголосу Predator набув після презентації інноваційних моделей, таких як ноутбук Predator 21X з вигнутим дисплеєм, механічною клавіатурою та двома відеокартами, що підкреслило амбіції Acer у сегменті ультрапродуктивних рішень. 

## Основні продукти лінійки
Бренд Predator охоплює широкий спектр пристроїв, кожен з яких орієнтований на певні потреби геймерів:
- Ноутбуки: Моделі Predator Helios, Triton і 21X призначені для мобільного геймінгу. Вони оснащуються високопродуктивними процесорами Intel Core i7/i9, відеокартами NVIDIA GeForce RTX, екранами з частотою оновлення 144–240 Гц та потужною системою охолодження. [4]
- Настільні ПК: Predator Orion — це серія стаціонарних геймерських комп’ютерів, які легко піддаються апгрейду, мають яскраве RGB-підсвічування та ефективне охолодження. [5]
- Монітори: Predator X та Z серії підтримують технології G-Sync, високу частоту оновлення та низький час відгуку, що важливо для кіберспорту і швидких шутерів. [6]
- Периферія: До асортименту також входять миші, клавіатури, гарнітури, килимки та рюкзаки, створені з урахуванням потреб геймерів.

## Технологічні особливості
Пристрої Acer Predator відзначаються низкою фірмових технологій, зокрема:
- CoolBoost™ — активне регулювання швидкості вентиляторів для покращеного охолодження під навантаженням. [7]
- PredatorSense™ — програмне забезпечення для моніторингу системи, налаштування RGB-підсвічування та розгону компонентів. [8]
- AeroBlade™ 3D — ультратонкі металеві вентилятори для ефективного охолодження без підвищеного рівня шуму. [9]

Завдяки цим інноваціям пристрої лінійки забезпечують стабільну роботу навіть у найвимогливіших іграх або професійних програмах для графіки й відеомонтажу.

## Участь у кіберспорті
Acer активно підтримує кіберспортивну спільноту, спонсоруючи турніри, змагання та команди. Зокрема, Predator є офіційним партнером кількох міжнародних змагань у жанрах Dota 2, CS:GO та League of Legends. Завдяки цим ініціативам бренд розширює свою аудиторію серед професіоналів та ентузіастів геймінгу по всьому світу.

## Критика та визнання
Бренд Acer Predator неодноразово отримував схвальні відгуки від профільних видань, таких як PC Gamer, TechRadar та Tom’s Hardware, за поєднання продуктивності, дизайну й інновацій. Водночас критики іноді вказують на високу вартість топових моделей і значну вагу деяких ноутбуків. Проте це часто виправдано їхніми характеристиками, орієнтованими на геймерів і професіоналів, що потребують потужного заліза. .